# Nemesia raripila
Nemesia raripila is een spinnensoort in de taxonomische indeling van de bruine klapdeurspinnen (Nemesiidae).
Nemesia raripila werd in 1914 beschreven door Simon.